# Жељко Пахек
Жељко Пахек (Жупањa, 1954) југословенски је стрипар, сценариста, илустратор и карикатуриста.
Познат је од раних осамдесетих по црнохуморним научнофантастичним стриповима („Астро-иђани”, „Легија напромочивих”...) и насловним илустрацијама за ремек-дела светске фантастике.

## Биографија
Рођен је и одрастао у Жупањи, у Срему, где је завршио основну, а затим и средњу металску школу. У Београд се пресељава 1978, где је 1980. завршио Вишу педагошку школу, ликовни смер.
Један је од оснивача и кључних аутора уметничке групе „Београдски круг 2”, заједно са Бојаном М. Ђукићем (главни оснивач), Владимиром Весовићем, Здравком Зупаном, Асканијем Поповићем, Рајком Милошевићем — Гером, Драганом Савићем, Душаном Рељићем, Слободаном Ивковим, Драганом Боснићем и другима.
Пахек је и један од оснивача Друштва љубитеља научне фантастике „Лазар Комарчић“ 1981. године.
Живи у Београду.
Стрипски опус
Стрипом се професионално бави од 1979. године, када почиње објављивати у свим важнијим омладинским и стрипским ревијама у Југославији: Студент, Видици, Политикин Забавник, Ју стрип, Стрипотека, Спунк новости, Наш стрип, Стрип маниа, Сиријус, Футура, Наша крмача...
Од 1986. објављује стрипове по својим сценаријима у иностраним магазинима као што су: Schwermetall (Немачка), Fluide Glacial (Француска), L'Eternauta (Италија), Zone 84 (Шпанија), Tintin (Белгија), Елфтеротипија (Грчка) и, нарочито, Heavy Metal Magazine (САД) у којем је превођен од 1989. године и заступљен у три свечане колекције поводом годишњица.
Његов стрип „Црни ожиљак“ („Die Schwarze Narbe“), посвећен рушењу Берлинског зида, у антологији Durch Bruch (1990) објављен је на тринаест језика.
Пахек је писао сценарија и за Д. Боснића и Д. Савића, а радио је и као колориста за Ермана Ипена на познатим стрипским серијалима „Џеремаја” и „Торњеви Боа Морија”.
Илустраторски опус
Од 1982. ради илустрације за насловне стране научнофантастичних и фантазијских књига писаца као што су: Роберт Хајнлајн, Филип К. Дик, Артур Кларк, Даглас Адамс (укључујући и Аутостоперски водич кроз галаксију), Тери Прачет, Тим Пауерс, Кејт Робертс, Фредерик Пол, Роберт Силверберг, Борис и Аркадиј Стругацки, Драган Орловић, Зоран Живковић, Теодор Стерџен, Урсула Легвин, Фред Хојл, Предраг Раос, Семјуел Дилејни, Звонимир Костић, Грег Бер, Станислав Лем, Џејмс Блиш, Клифорд Симак, Лери Нивен, Кристофер Прист, Драгослав Андрић, Тиодор Росић, Слободан Шкеровић и других.

## Критички одзив
- „У правим сликарима Ђорђу Миловићу, Жељку Пахеку и Зорану Туцићу имамо савремене ствараоце од истински међународног значаја.“ — Пол Гравет, ВБ[3]

## Признања
- Златно перо Београда 1982. „Цвијета Зузорић”, награда за стрип.
- Награда Смели цвет  РК ССО Србије 1983. за стрип „Астро-иђани”.
- 1. Салон југословенског стрипа у Винковцима 1984. — Награда за стрип „Астро-иђани”.
- Награда „Лазар Комарчић” 1985. за најбољу НФ илустрацију године.
- Лист Полет — Награда за најбољи стрип 1985. године.
- Награда Сфера, Загреб, за најбоље остварење на подручја НФ стрипа за 1985. годину.
- Златно перо Београда 1989. „Цвијета Зузорић” — Награда Стрипотеке за стрип.
- Златно перо Београда 1992 — 2. међународни бијенале илустрације: — Диплома „Међународно златно перо Београда”.
- Награда Сфера, Загреб, за најбоље остварење на подручја НФ 1999. — за насловну страну књиге.
- 4. Међународни салон стрипа у Београду 2006. — Специјално признање за допринос српском стрипу
- Звање Витез од духа и хумора (Гашин сабор, 2018), додељују Центар за уметност стрипа Београд при Удружењу стрипских уметника Србије и Дечји културни центар Београд[4]

## Одабрани стрипови
Ауторски
- Астро-иђани, Југославија /Србија/, 1981-1983. (Албуми на српском 1986, 2007. и 2009.)
- Легија непромочивих, Југославија /Србија/, 1985 (Албуми на српском 1997. и 2010. На француском: "La Légion des Imperméables";[5] на енглеском "The Legion Of The Waterproof")
- Once upon a time in the future, САД, 1991.
- Депилација мозга (књига карикатура), Југославија /Србија/, 1997.
- Бади кукавица и друге приче, Југославија /Србија/, 2001.
- Moby Dick 1-2, сценарио Жан-Пјер Пеко, Француска, 2005. (Хрватско издање 2006.)
- Авили! Авили!, Србија, 2012.
- 1300 кадрова, Босна и Херцеговина, 2014.
- Error Data (Chronicles by a Burnt Out Robot), Енглеска, 2016.[6]

Антологије
- Durch Bruch (колекција), Немачка, 1990. (такође превођен и као: Breakthrough, Après le mur, Falomlás, Der var engang en mur, Murros: Rautaesirippu repeää. Заједнички издавачки подухват више земаља поводом пада Берлинског зида: Немачка, Данска, Финска, Холандија, Мађарска, Италија, Норвешка, Француска, Шпанија, Шведска, Британија, САД и Канада)
- 15 Years of Heavy Metal: The World's Foremost Illustrated Fantasy Magazine, САД, 1992.
- Signed by War — Getekend door de oorlog („Потписано ратом”), Холандија, 1994.
- 20 Years of Heavy Metal, САД, 1997.
- Heavy Metal Magazine: 35th anniversary issue", САД, 2012.
- Balkan Comics Connections: Comics from the ex-YU Countries, Велика Британија, 2013.
- Одбрана утопије, Србија, 2014.
- Сарајевски атентат, БиХ, 2016.

Колориста
- „Џеремаја” (од Ермана Ипена)
- „Торњеви Боа-Морија” (од Ермана)

## Изложбе (избор)
- „Златно перо Београда” 1982, 1983, 1985, 1986, 1989, 1990 (Први бијенале), 1991, 1992 (Други бијенале), 1994, 1995, 1996, 1997
- „Yukon” 5, НУБС, Београд, 1983.
- „Пејзаж”, Музеј савремене уметности, Београд, 1983.
- International salon of caricature, Монтреал, 1983, 1984, 1985.
- „Београдски стрип 1935-1985“, СКЦ, Београд, 1985.
- „У међувремену”, Павиљон „Цвијета Зузорић”, Београд, 1985.
- Салон стрипа, Винковци, 1984, 1985, 1986.
- Мајски салон (16. и 18.), Београд
- „Различита лица стрип фантастике”, Стара капетанија, Земун, 1990.
- Мајска изложба, Београд, 1991, 1992.
- „Реални светови фантастике”, Етнографски музеј у Београду, 1991.
- „Signed by War — Getekend door de oorlog” („Потписано ратом”), Амстердам, Бреда, Гронинген, 1994.
- „60 година домаћег стрипа у Србији (1935—1995)“, Галерија „Ликовни сусрет“, Суботица, 1995. (Такође: Солун, Београд, Ваљево и Сегедин)
- „Стрип деведесетих”, Нови Сад, 1997.
- „1h 59”, Салон стрипа у Ангулему, Француска, 2000.
- Зимски салон, галерија „Прогрес“, Београд, 2007.
- „Илустратори Политикиног Забавника”, МПУ, Београд, 2007.
- 4. Међународни салон стрипа, СКЦ, Београду 2007. Самостална изложба.
- „Маркетпринт: Стрип у Стрипотеци”, Музеј савремене уметности Војводине, Нови Сад 2008.
- „Стриполис”, изложба стрипа, Зрењанин, 2009.
- Stripovski junaki rešujejo Evropo, Umetnostna galerija Maribor, 2012.
- Жељко Пахек — Изложба оригиналних табли стрипа, Осијек, 2015. Самостална изложба.